# 亚历山泰里·托伊沃拉
亚历山泰里·托伊沃拉（芬蘭語：Aleksanteri Toivola，1893年3月4日—1987年8月27日），芬兰男子摔跤运动员。他曾代表芬兰参加1924年和1928年夏季奥林匹克运动会摔跤比赛，获得一枚银牌。